# Cinnamomum nooteboomii
Cinnamomum nooteboomii är en lagerväxtart som beskrevs av André Joseph Guillaume Henri Kostermans. Cinnamomum nooteboomii ingår i släktet Cinnamomum och familjen lagerväxter. Inga underarter finns listade i Catalogue of Life.